# Comté de San Miguel (Nouveau-Mexique)
Pour les articles homonymes, voir Comté de San Miguel.
Le comté de San Miguel est l’un des 33 comtés de l’État du Nouveau-Mexique, aux États-Unis. Fondé le 9 janvier 1852, le comté reprend le nom de San Miguel de Bado, une ancienne ville de l’État.
Le siège du comté est Las Vegas.

## Comtés adjacents
- Comté de Mora, Nouveau-Mexique (nord)
- Comté de Harding, Nouveau-Mexique (est)
- Comté de Quay, Nouveau-Mexique (sud-est)
- Comté de Guadalupe, Nouveau-Mexique (sud)
- Comté de Torrance, Nouveau-Mexique (sud-ouest)
- Comté de Santa Fe, Nouveau-Mexique (ouest)